# Somani
Somani (en népalais : सोमनी) est un comité de développement villageois du Népal situé dans le district de Nawalparasi. Au recensement de 2011, il comptait 6 771 habitants.